# 総見公武鑑
総見公武鑑（そうけんこうぶかん）とは、元々は「武鑑巻八」といい、寛永11年（1634年）に浅井玄卜により編纂された。織田信長の直属武将について網羅されており、当時の武将がどのような旗などを掲げていたか知ることが出来る。現在一般的に知られている総見公武鑑の名は、大武鑑を編纂した橋本博が織田武鑑と区別するため便宜上名付けたものである。

[總見公武官]
(七副将)

1.信忠 － 織田信忠
／2.信雄 － 織田(北畠)信雄
／3.家康 － 徳川家康
／4.三七信孝 － 織田(神戸)信孝
／5.七兵衛信澄 － 織田(津田)信澄
／6.上野介信包 － 織田信包
／7.源五郎信(長)益 － 織田長益(有楽)

(八角将)

1.筑前守秀吉 － 羽柴秀吉
／2.惟任長秀 － 丹羽長秀
／3.柴田勝家 
／4.瀧川一益 － 滝川一益 
／5.佐久間信盛
／6.佐々成正
／7.惟任光秀 － 明智光秀
／8.筒井順慶

(九爪将)

1.前田又左衛門 － 前田利家
／2.荒木摂津守 － 荒木村重
／3.梁田出羽守 － 簗田広正・別喜(戸次)右近
／4.不破河内守 － 不破光治
／5.蜂谷兵庫守 － 蜂屋頼隆
／6.稲葉伊豫守 － 稲葉良通(一鉄)
／7.河尻肥前守 － 河尻秀隆
／8.伊賀伊賀守 － 伊賀(安藤)守就
／9.蒲生右(左)兵衛 － 蒲生賢秀

(十二牙将)

1.阿閉淡路守 －阿閉貞征
／2.長岡兵部大輔 － 細川藤孝(幽斎)
／3.毛利河内守 － 毛利秀頼
／4.九鬼右馬允 － 九鬼嘉隆
／5.高山右近
／6.中川瀬兵衛 － 中川清秀
／7.氏家左京 － 氏家直昌
／8.丸毛兵庫頭 － 丸毛兼利
／9.市橋九郎左衛門 － 市橋長利
／10.金森五郎八 － 金森長近(素玄)
／11.下方左近 － 下方貞清
／12.村井長門守 － 村井貞勝

（卅六飛将）

1.池田紀伊守 － 池田恒興
／2.堀久太郎 － 堀秀政
／3.山田三左衛門 － 山田勝盛
／4.苗木久兵衛 － 飯羽間久兵衛・遠山友忠
／5.中川丹波守 －
／6.磯野丹波守 － 磯野員昌
／7.長谷川丹波守 － 長谷川与次
／8.中條将監 － 中条家忠
／9.池田伊與守 － 池田秀氏
／10.水野監物 － 水野守隆
／11.武藤彌平兵衛 －
／12.近藤山城守 －
／13.織田勘解由左衛門 － 織田広良
／14.原備中守 － 原田(塙)直政
／15.鹽川伯耆守 － 塩川長満
／16.中島豊後守 －
／17.山岡玉林斎 － 山岡景猶
／18.山岡美作守 － 山岡景隆
／19.飯尾隠岐守 － 飯尾尚清
／20.水野大膳 － 水野忠守
／21.水野下野守 － 水野忠政
／22.水野帯刀 － 水野忠広
／23.平井加賀守 － 平井定武
／24.長岡與一郎 － 細川忠興(三斎)
／25.細川兵部大輔 － 細川藤孝(幽斎)
／26.多賀新左衛門 － 多賀常則
／27.武藤惣右衛門 － 武藤舜秀
／28.長(永)原筑前守 －
／29.山本山城守 －
／30.石破彦一
／31.進藤山城守 － 進藤賢盛
／32.永井雅樂頭 －
／33.戸田武蔵守 － 戸田勝成
／34.鹽川吉大夫 － 塩川頼運
／35.別嘉右近 － 簗田広正
／36.福田三河守 －